# Belotić (Osečina)
Belotić (Servisch cyrillisch: Белотић) is een plaats in de Servische gemeente Osečina. De plaats telt 654 inwoners (2002).

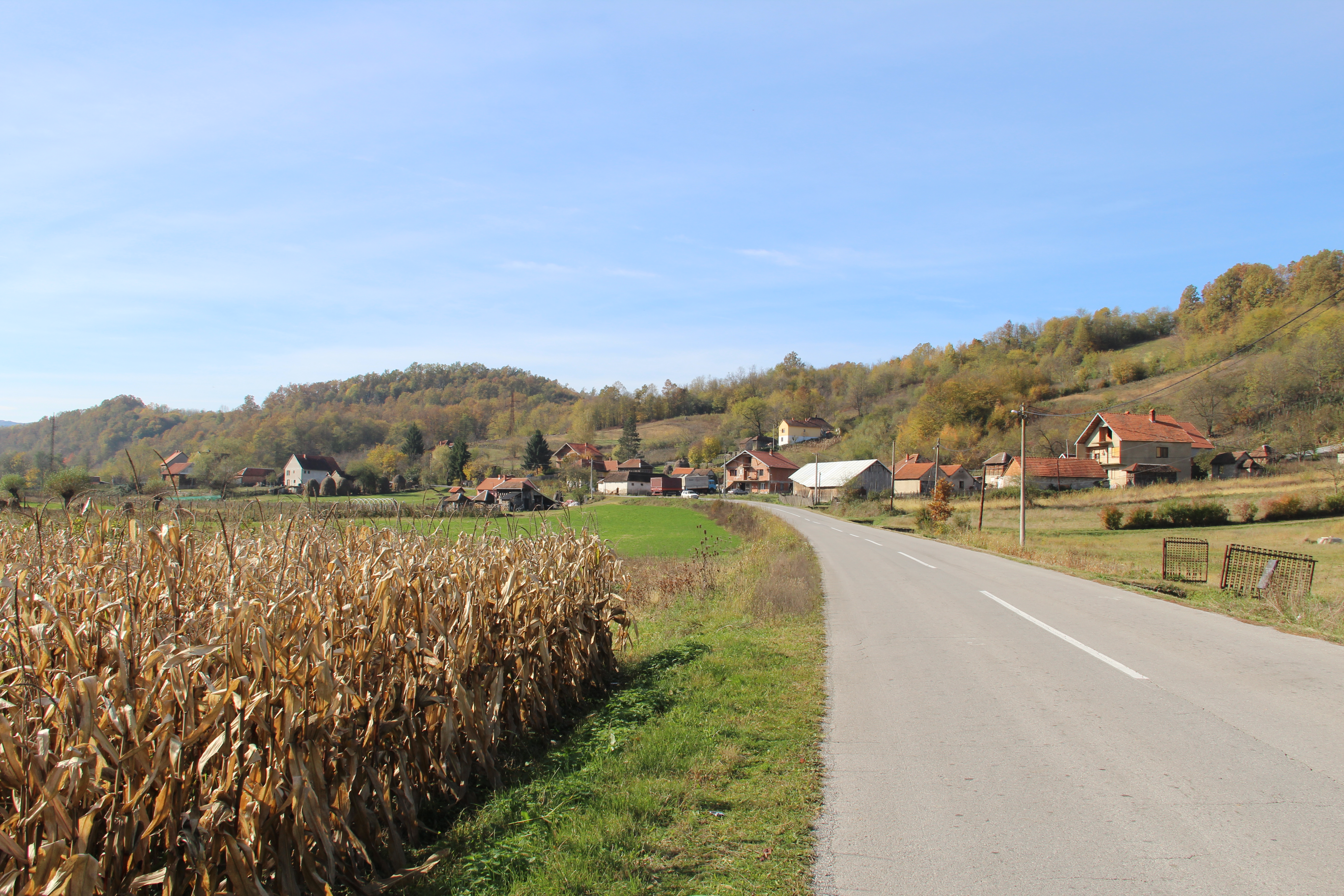
Belotić - panorama
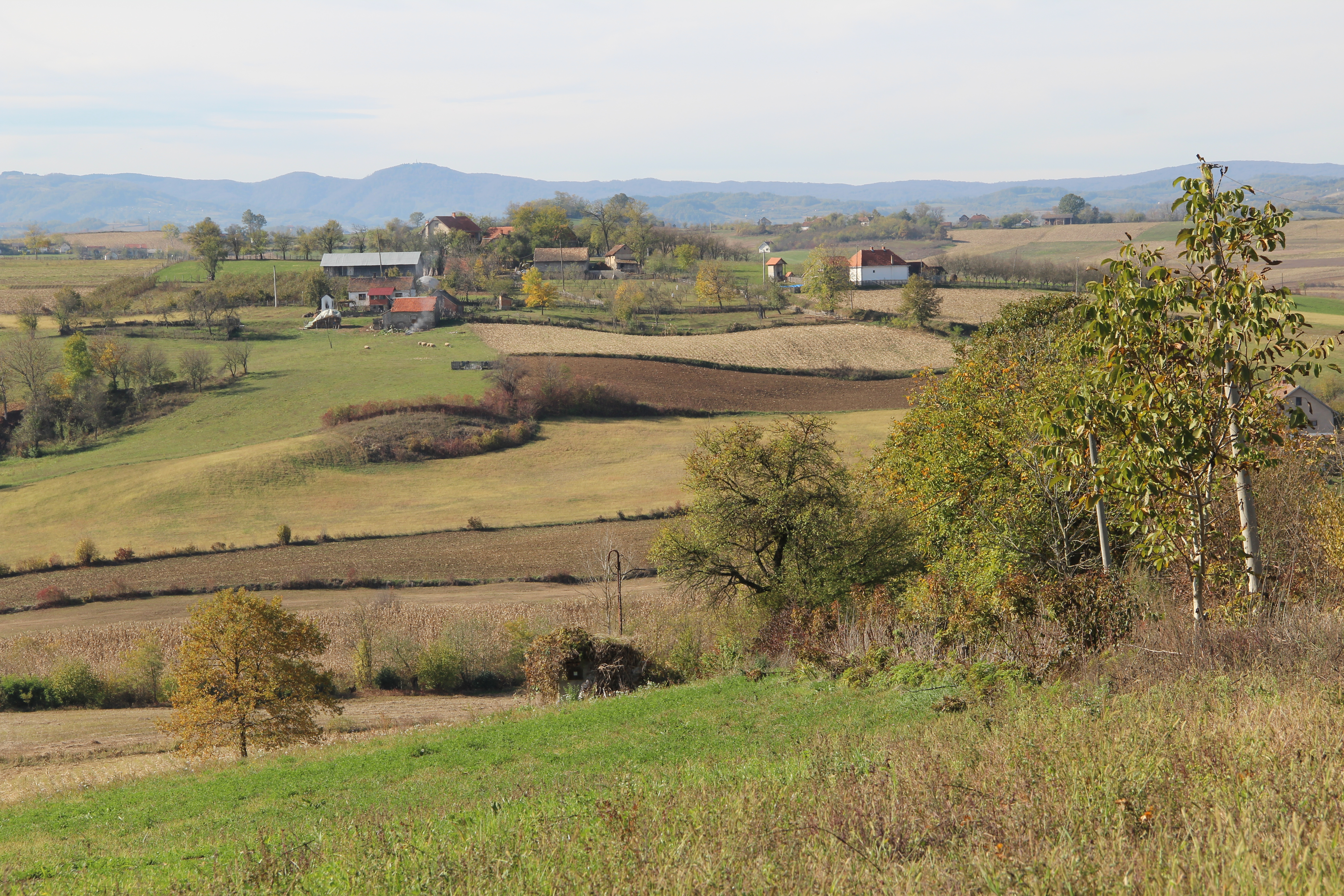
Belotić - panorama
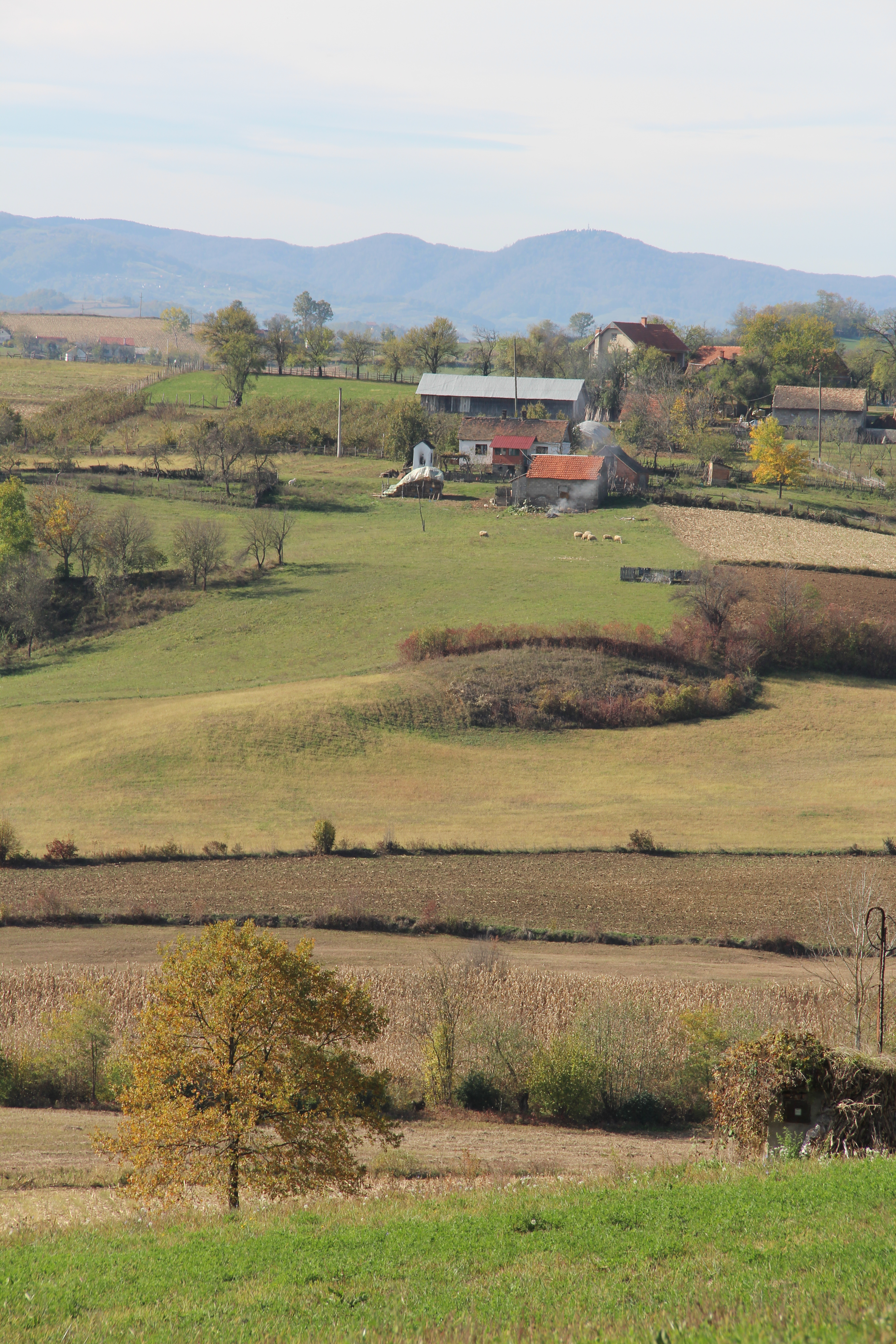
Belotić - panorama
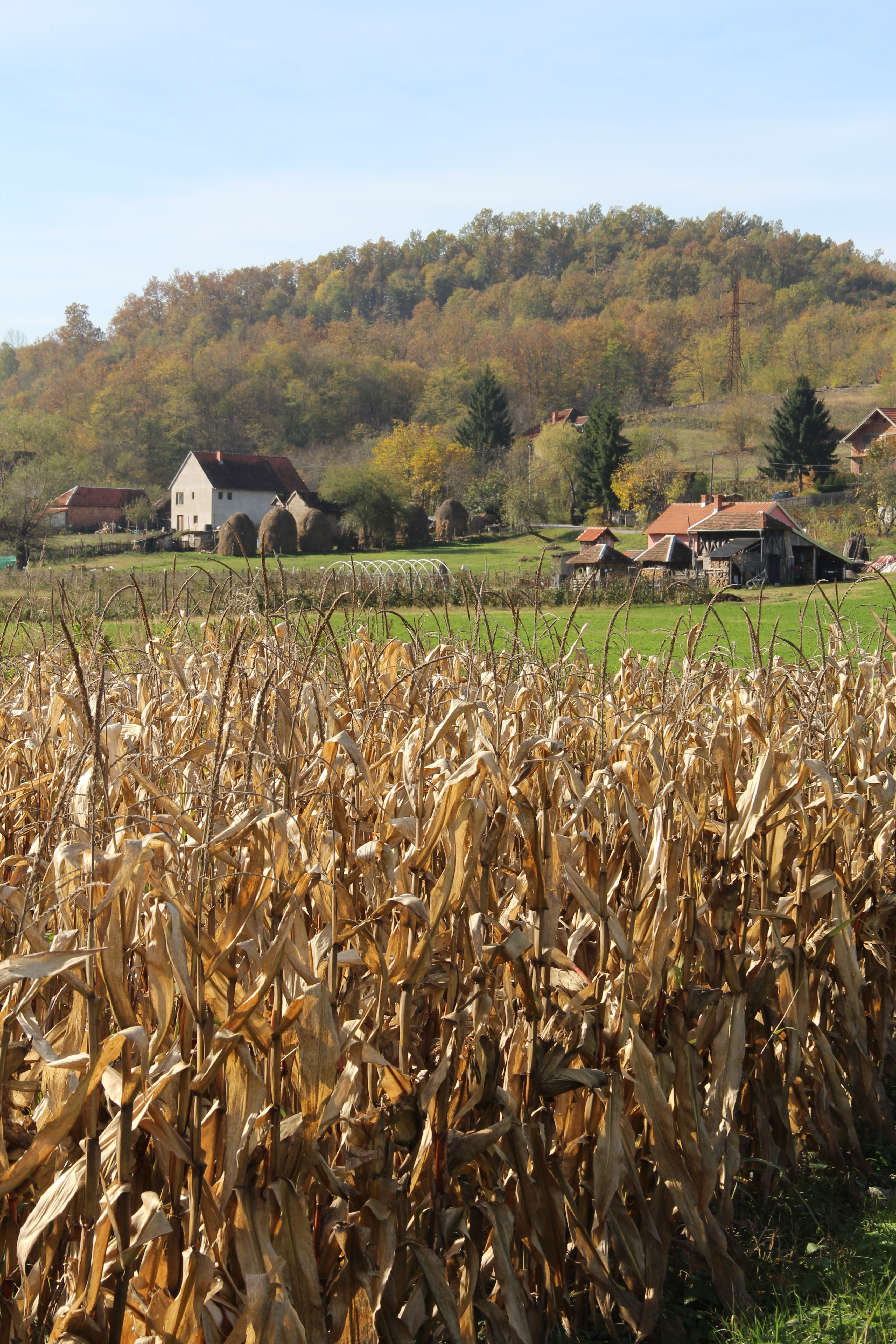
Belotić - panorama
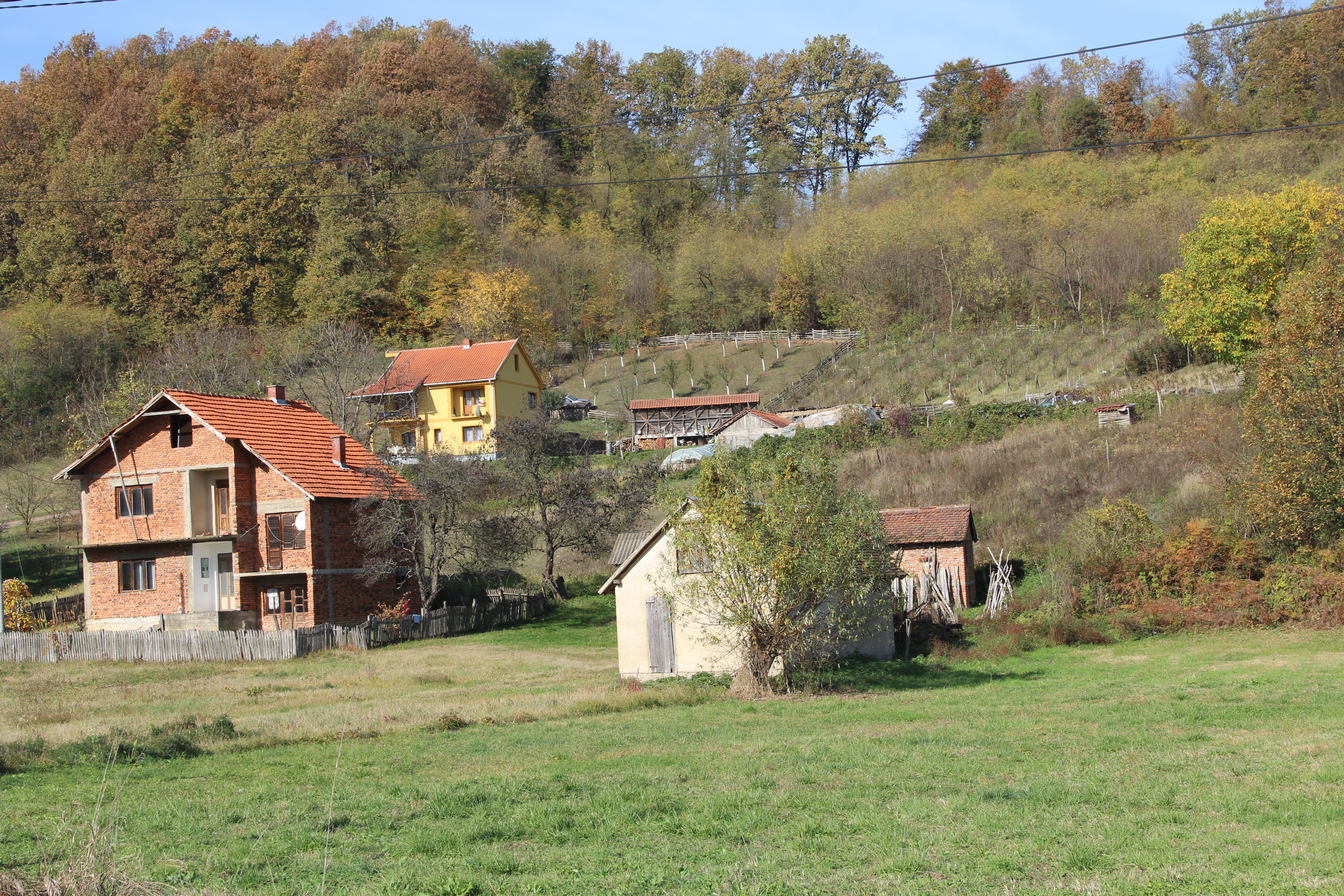
Belotić - panorama
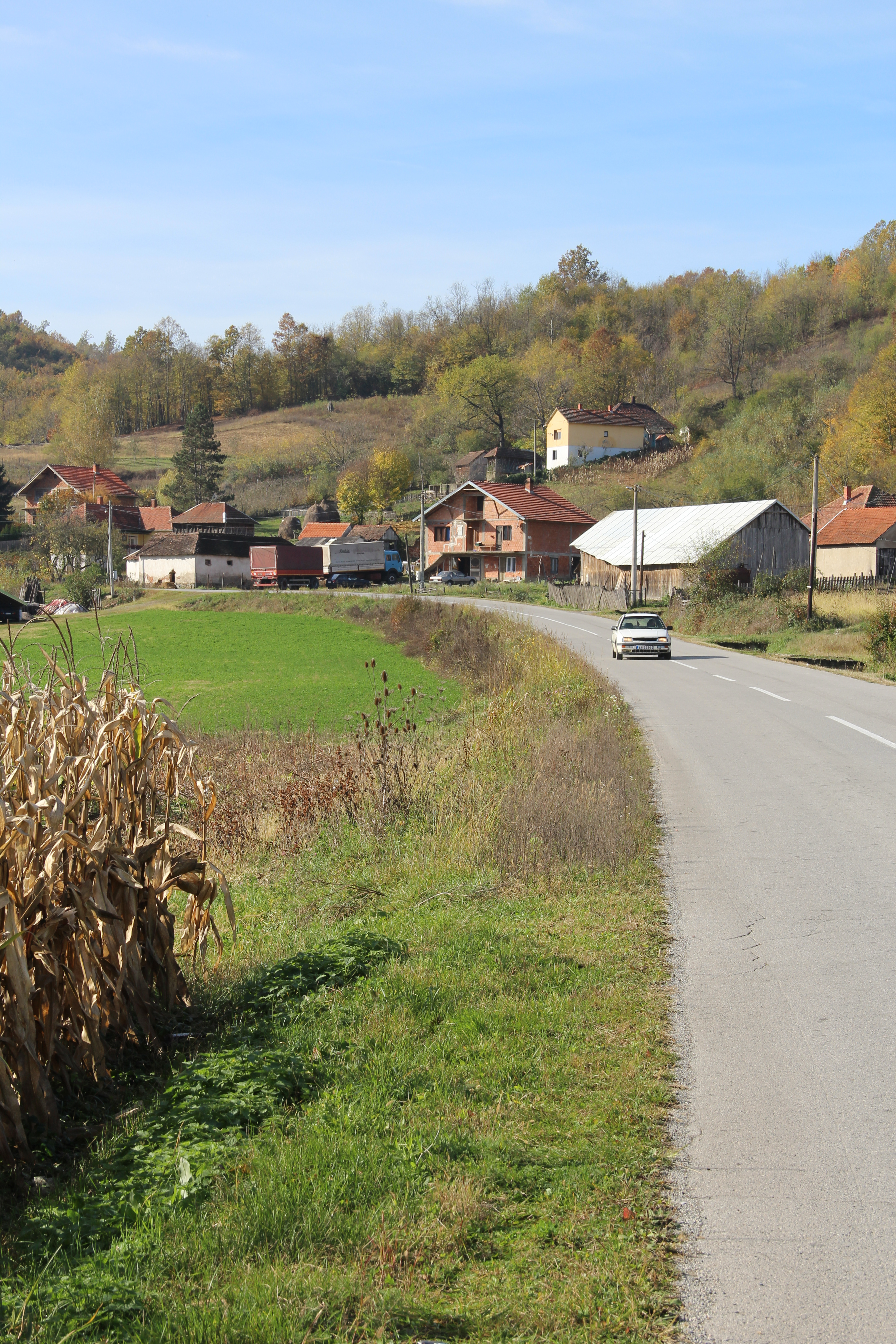
Belotić - panorama
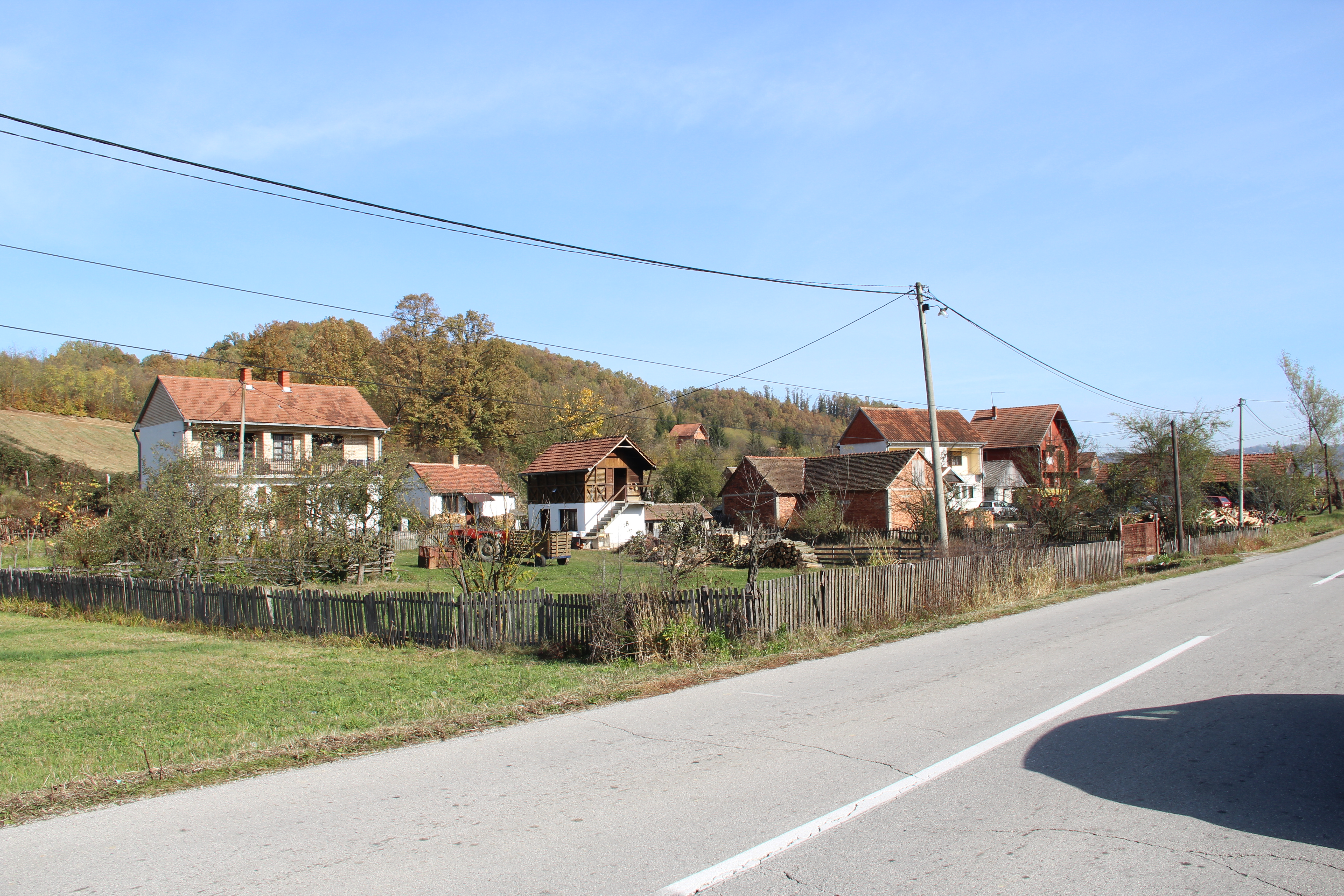
Belotić - panorama